# Юнацька збірна Англії з футболу (U-20)
Юнацька збірна Англії з футболу (U-20) — національна футбольна збірна Англії, що складається із гравців віком до 20 років. Керівництво командою здійснює Футбольна асоціація.
Команда скликається для участі у Молодіжному чемпіонаті світу, якщо відповідну кваліфікацію долає юнацька збірна U-19, а також може брати участь у товариських і регіональних змаганнях.

## Чемпіонат світу U-20
| Рік    | Раунд              | І                  | В                  | Н                  | П                  | Г+                 | Г-                 |                 |
| ------ | ------------------ | ------------------ | ------------------ | ------------------ | ------------------ | ------------------ | ------------------ | --------------- |
| 1977   | не кваліфікувалася | не кваліфікувалася | не кваліфікувалася | не кваліфікувалася | не кваліфікувалася | не кваліфікувалася | не кваліфікувалася |                 |
| 1979   | не кваліфікувалася | не кваліфікувалася | не кваліфікувалася | не кваліфікувалася | не кваліфікувалася | не кваліфікувалася | не кваліфікувалася |                 |
| 1981   | четверте місце     | 6                  | 2                  | 2                  | 2                  | 9                  | 7                  |                 |
| 1983   | не кваліфікувалася | не кваліфікувалася | не кваліфікувалася | не кваліфікувалася | не кваліфікувалася | не кваліфікувалася | не кваліфікувалася |                 |
| 1985   | груповий етап      | 3                  | 0                  | 1                  | 2                  | 2                  | 5                  |                 |
| 1987   | не кваліфікувалася | не кваліфікувалася | не кваліфікувалася | не кваліфікувалася | не кваліфікувалася | не кваліфікувалася | не кваліфікувалася |                 |
| 1989   | не кваліфікувалася | не кваліфікувалася | не кваліфікувалася | не кваліфікувалася | не кваліфікувалася | не кваліфікувалася | не кваліфікувалася |                 |
| 1991   | груповий етап      | 3                  | 0                  | 2                  | 1                  | 3                  | 4                  |                 |
| 1993   | третє місце        | 6                  | 3                  | 2                  | 1                  | 6                  | 4                  |                 |
| 1995   | не кваліфікувалася | не кваліфікувалася | не кваліфікувалася | не кваліфікувалася | не кваліфікувалася | не кваліфікувалася | не кваліфікувалася |                 |
| 1997   | 1/8 фіналу         | 4                  | 3                  | 0                  | 1                  | 9                  | 3                  |                 |
| 1999   | груповий етап      | 3                  | 0                  | 0                  | 3                  | 0                  | 4                  |                 |
| 2001   | не кваліфікувалася | не кваліфікувалася | не кваліфікувалася | не кваліфікувалася | не кваліфікувалася | не кваліфікувалася | не кваліфікувалася |                 |
| 2003   | груповий етап      | 3                  | 0                  | 1                  | 2                  | 0                  | 2                  |                 |
| 2005   | не кваліфікувалася | не кваліфікувалася | не кваліфікувалася | не кваліфікувалася | не кваліфікувалася | не кваліфікувалася | не кваліфікувалася |                 |
| 2007   | не кваліфікувалася | не кваліфікувалася | не кваліфікувалася | не кваліфікувалася | не кваліфікувалася | не кваліфікувалася | не кваліфікувалася |                 |
| 2009   | груповий етап      | 3                  | 0                  | 1                  | 2                  | 1                  | 6                  |                 |
| 2011   | 1/8 фіналу         | 4                  | 0                  | 3                  | 1                  | 0                  | 1                  |                 |
| 2013   | груповий етап      | 3                  | 0                  | 2                  | 1                  | 3                  | 5                  |                 |
| 2015   | не кваліфікувалася | не кваліфікувалася | не кваліфікувалася | не кваліфікувалася | не кваліфікувалася | не кваліфікувалася | не кваліфікувалася |                 |
| 2017   | переможець         | 7                  | 6                  | 1                  | 0                  | 12                 | 3                  |                 |
| 2019   | не кваліфікувалася | не кваліфікувалася | не кваліфікувалася | не кваліфікувалася | не кваліфікувалася | не кваліфікувалася | не кваліфікувалася |                 |
| 2021   | не визначено       | не визначено       | не визначено       | не визначено       | не визначено       | не визначено       | не визначено       |                 |
| 2023   | 1/8 фіналу         | 4                  | 2                  | 1                  | 1                  | 5                  | 4                  |                 |
| 2025   | Кваліфікувались    | Кваліфікувались    | Кваліфікувались    | Кваліфікувались    | Кваліфікувались    | Кваліфікувались    | Кваліфікувались    | Кваліфікувались |
| Усього | 12/24              | 49                 | 16                 | 16                 | 17                 | 50                 | 48                 |                 |